# Diego de Villalba y Toledo
Diego M. Villalba  (que vivió durante el siglo XVII) fue un general de artillería, caballero de la caballero de la Orden de Santiago, señor de la Villa de Santacruz de Pinares y mayordomo del hijo bastardo del Rey Felipe IV de España, Juan José de Austria, que desempeñó varios cargos en la América imperial, entre otros el de Presidente de la Real Audiencia de Santa Fe de Bogotá (1667-71).
Antes de pasar al Nuevo Reino de Granada había sido gobernador de La Habana. Concluyó el "puente grande" sobre el río Bogotá y el puente sobre el río Gualí en Honda, con el empleo de mano de obra indígena. Debió marchar hacia Cartagena de Indias e inspeccionar su sistema defensivo, luego del asalto que hiciera el pirata Morgan al Castillo de San Felipe en 1668 y por las continuas noticias de un próximo desembarco francés a las costas del Nuevo Reino de Granada. 
No terminó su mandato; por diversas quejas fue investigado por el señor Melchor de Liñán y Cisneros, actuando como juez de visita, que ordenó su detención y confinamiento en Villa de Leiva. De los setenta cargos en su contra se le probó la apropiación de dinero de la "caja de difuntos". Murió en Sevilla (España).
| Predecesor: Diego del Corro y Carrascal | Presidente de la Real Audiencia de Santa Fe de Bogotá 1667-1671 | Sucesor: Melchor de Liñán y Cisneros |